# Дорожно-Ремонтный Пункт (Смоленская область)
Дорожно-Ремонтный Пункт — деревня в Гагаринском районе Смоленской области России. Входит в состав Никольского сельского поселения. Население — 43 жителя (2007). 
Расположена в северо-восточной части области в 4 км к югу от Гагарина, в 0,1 км севернее автодороги М1 «Беларусь», на берегу реки Большая Гжать. В 5 км севернее деревни расположена железнодорожная станция Гагарин на линии Москва — Минск. 

## История
В годы Великой Отечественной войны деревня была оккупирована германскими войсками в октябре 1941 года, освобождена в марте 1943 года.